# M. S. Gopalakrishnan

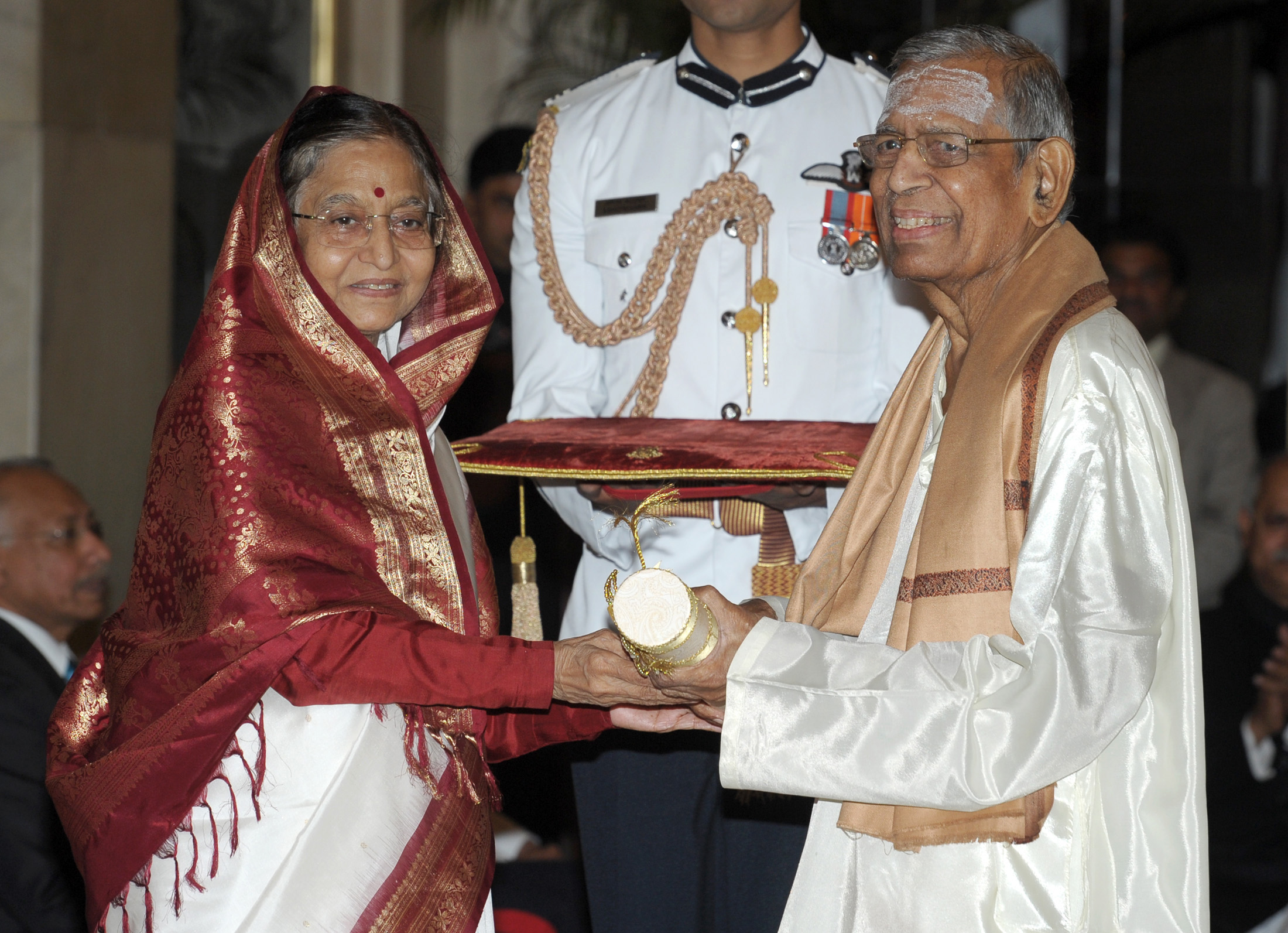
M. S. Gopalakrishnan (rechts) wird von der indischen Staatspräsidentin Pratibha Patil ausgezeichnet (2012)

M. S. Gopalakrishnan (Mylapore Sundaram Gopalakrishnan; Tamil மயிலாப்பூர் சுந்தரம் கோபாலகிருஷ்ணன்; * 10. Juni 1931 in Madras, Präsidentschaft Madras; † 3. Januar 2013 in Chennai, Tamil Nadu), bekannt als MSG, war ein indischer Geiger.

## Leben
MSG wurde von seinem Vater Parur Sundaram Iyer sowohl in die klassische nordindische (hindustanische) als auch südindische karnatische Musik eingeführt und hatte achtjährig seine ersten Auftritte. In seiner mehr als fünfzig Jahre währenden Laufbahn als Solist und Violinbegleiter unternahm er Tourneen durch Australien, Hongkong, Malaysia, die Niederlande, Südafrika, Großbritannien und die Vereinigten Staaten.
In jungen Jahren begleitete er hindustanische Musiker wie Onkarnath Thakur und D. V. Paluskar. Er entwickelte die Spieltechnik auf der Violine in der karnatischen Musik weiter und trat u. a. mit K. V. Narayanaswamy, Voleti Venkateswarlu, S. Ramanathan und M. Balamuralikrishna und auch mit den Sängerinnen M. S. Subbulakshmi und K. B. Sundarambal auf.
Neben Lalgudi Jayaraman und T. N. Krishnan wurde er der populärste Geiger der karnatischen Musik seiner Generation. Unter anderem wurde er mit dem Padma Shri (1975), dem Sangeet Natak Akademi Award (1982) und dem Padma Bhushan (2012) ausgezeichnet. Der Geiger Yehudi Menuhin urteilte: "I have not heard such violin in all my travels!
MSGs älterer Bruder M. S. Anantharaman war ebenfalls ein bekannter Geiger, und auch seine Tochter M. Narmadha schlug eine Laufbahn als Geigerin ein.